# Колимський каскад ГЕС

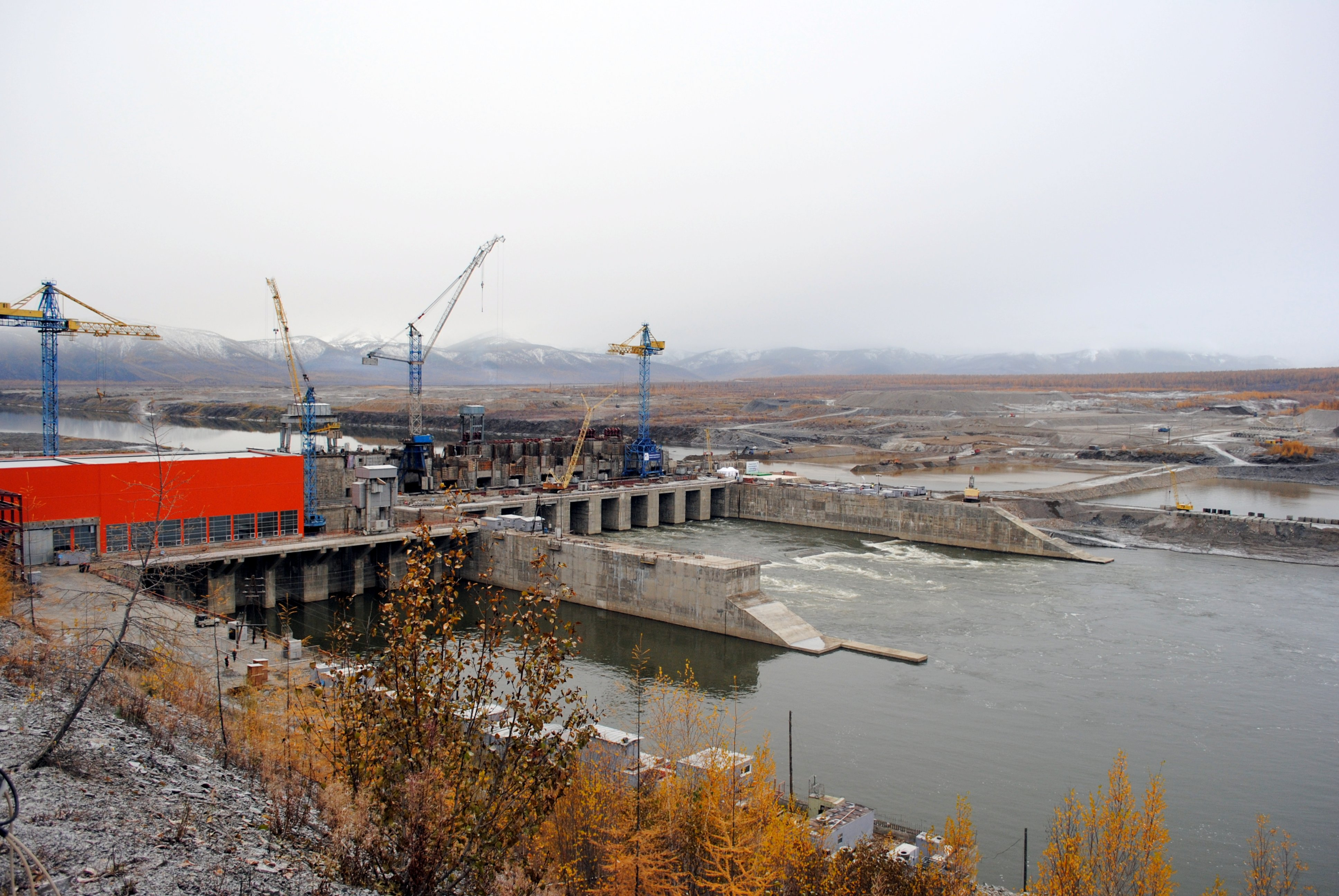
Усть-Середньоканська ГЕС у вересні 2011 року

Колимський каскад ГЕС — комплекс гідравлічних електростанцій в Росії. Розташований на річці Колима в Магаданській області.

## Загальні відомості
Комплекс ГЕС на річці Колима, сумарною діючою потужністю 1068 МВт, середньорічним виробленням 3,33 млрд кВт·год і складається з двох ступенів:
- перший ступень — Колимська ГЕС, потужністю 900 МВт і виробленням 3,33 млрд кВт·год;
- другий ступень — Усть-Середньоканська ГЕС, в стадії будівництва, з проєктною потужністю 570 МВт і виробленням 2,56 млрд кВт·год;

Проєктувальник — інститут «Ленгідропроект».

## Історія
Проєкт створення каскаду гідроелектростанцій на Колимі для забезпечення дешевою електроенергією зростаюче населення і промисловість області був висунутий ще в 1930-х роках. У 1964 почалася топографічна зйомка та вишукувальні роботи в районі будівництва Колимської ГЕС, в 1982 відбувся пуск першого агрегату. Будівництво другої — Усть-Средньоканської — електростанції, розпочате в 1990 р., припало на період нестабільності в країні і було заморожено. Але через високу вартість доставки вугілля в Магадан проєкт знову привернув інтерес РАО «ЄЕС Росії», обласної та федеральної влади. У 2005 будівництво було продовжено, введення пускового комплексу Усть-Середньоканської ГЕС планувався на 2009, проведено у 2013 р.

## Ресурси Інтернету
- Колимський каскад ГЕС